# Fenobarbital
El fenobarbital o fenobarbitona es un barbitúrico, fabricado por primera vez por Bayer. La OMS lo recomienda para tratar ciertos tipos de epilepsia en países en desarrollo. En el mundo desarrollado se usa comúnmente para tratar convulsiones en niños pequeños, mientras que en niños mayores y adultos se usan otros fármacos. Se puede administrar intravenosa, intramuscular y oralmente. Las formas inyectables se pueden usar para tratar crisis epilépticas. El fenobarbital es usado ocasionalmente para tratar problemas para dormir, ansiedad, síndrome de abstinencia y para ayudar en cirugías. Normalmente, comienza a hacer efecto a los cinco minutos de ser administrado por vía intravenosa y a la media hora por vía oral. Sus efectos duran entre cuatro y 48 horas.
Los efectos secundarios pueden incluir la disminución del nivel de conciencia junto con la disminución de la fuerza para respirar. Hay preocupación acerca del abuso de esta sustancia así como también sobre su retiro luego de un uso a largo plazo. También puede incrementar el riesgo de suicidio. En EE. UU. es categoría B o D para mujeres embarazadas, dependiendo cómo se tome y categoría D en Australia, lo que significa que puede causar daños. Si se usa durante el amamantamiento puede darle mareos al bebé. Se recomiendan dosis más bajas para personas con funciones renales o hepáticas empobrecidas y en personas mayores. 
El fenobarbital tiene propiedades sedantes e hipnóticas, pero al igual que pasa con el resto de barbitúricos, en este aspecto se usan más las benzodiacepinas. Aumenta la actividad de los neurotransmisores inhibitorios GABA. Fue descubierto en 1912 y es el anticonvulsivo más antiguo que aún se utiliza en la actualidad y el más barato, de un costo de alrededor de cinco dólares al año en los países en desarrollo. Sin embargo, el acceso se puede dificultar en aquellos países que lo clasifican como droga controlada.
Figura en la lista de medicamentos esenciales de la OMS, lista que enumera los medicamentos más efectivos y seguros para un sistema básico de atención sanitaria. En países más desarrollados, no es el medicamento de primera elección para la mayoría de los ataques convulsivos, aunque se usa bastante en casos de convulsiones neonatales.

## Historia
El primer barbitúrico, el barbital, fue sintetizado en 1902 por los químicos alemanes Emil Fisher y Josef von Mering en Bayer. En 1904, Fisher sintetizó algunos compuestos parecidos, entre ellos el fenobarbital. Este fue comercializado por primera vez en 1912, bajo la marca comercial Luminal. Se usó como sedante e hipnótico hasta 1950, cuando aparecieron las benzodiacepinas.
Entre 1934 y 1945 el fenobarbital fue usado por los médicos alemanes de la Alemania nazi para matar a los niños que nacían enfermos o con deformidades físicas, dentro del programa de eugenesia que había puesto en marcha el Partido Nazi. La Operación T-4, dentro de la cual fueron asesinados todos aquellos niños que no cumplían el "estándar" ario, fue un precursor del Holocausto, y gran cantidad de personal médico que estuvo implicado en este programa fue luego transferido a los campos de concentración nazis, donde pusieron en práctica todo el saber hacer que habían aprendido anteriormente.

Las propiedades hipnóticas, sedantes y soporíferas del fenobarbital eran conocidas en 1912, pero en ese momento nadie sabía que tenía además propiedades anticonvulsivas. El doctor Alfred Hauptmann lo usó en una ocasión como tranquilizante en pacientes con convulsiones, y al ver que éstas remitían, emprendió un largo estudio con este tipo de pacientes. Muchos de los pacientes de Hauptmann estaban siendo tratados con bromuro de potasio, el único medicamento efectivo en ese momento, pero este tenía desagradables efectos secundarios y una eficacia limitada. Cuando les fue administrado el fenobarbital, la frecuencia y la intensidad de los ataques disminuyó, y aquellos que sólo tenían ataques no demasiado importantes se libraron de ellos. Además, mejoró su salud física y mental al retirar el bromuro de potasio de su tratamiento. Aquellos pacientes que estaban internos en centros de salud debido a la severidad de su epilepsia fueron capaces de volver a sus casas, y en algunos casos, volver al trabajo. Resultó que el fenobarbital no era una cura para la epilepsia; la retirada del medicamento llevaba a los pacientes a sufrir ataques con una mayor frecuencia. El fenobarbital fue ampliamente acogido como el primer medicamento anticonvulsivo realmente efectivo, aunque la Primera Guerra Mundial retrasó su introducción en EE. UU.
Se usó como tratamiento para la ictericia neonatal, al aumentar la tasa metabólica del hígado y por consiguiente disminuir los niveles de bilirrubina. En la década de 1950 se descubrió la fototerapia, y se convirtió en el tratamiento estándar.
En 1940, Winthrop Chemical fabricó pastillas de sulfatiazol contaminadas con fenobarbital. Esto ocurrió porque ambos medicamentos se fabricaron a la vez y en paralelo y posiblemente algunas herramientas fueron intercambiadas. Cada pastilla de sulfatiazol incluyó más del doble de la cantidad de fenobarbital necesario para inducir el sueño. Centenares de pacientes murieron o resultaron afectados. Una investigación de la FDA estadounidense culpó directamente a Winthrop y como resultado se introdujeron las Buenas prácticas de manufactura.
El fenobarbital se usó durante más de 25 años como tratamiento profiláctico de las convulsiones febriles.  Aunque es un tratamiento efectivo y el paciente no corre el riesgo de desarrollar epilepsia, dicho uso no está recomendado actualmente.

## Mecanismo de acción
Inhibe las convulsiones mediante la potenciación (agonismo) del receptor GABAA causando inhibición sináptica. El fenobarbital se une a la subunidad β del receptor causando apertura del canal, aumento de la conductancia gCl- y subsecuente entrada de Cl- llevando el voltaje transmembranal hacia el potencial de equilibrio del cloro (-70 mV) estabilizando la célula y reduciendo la probabilidad de una generación de potencial de acción por estímulos excitatorios.
Análisis en ratones han mostrado que el fenobarbital incrementa la corriente mediaba por GABAA al incrementar la duración de la corriente sin cambiar la frecuencia de la misma.

## Indicaciones
El fenobarbital se usa en el tratamiento de todo tipo de convulsiones, excepto las de ausencia.  No es menos efectivo que otros medicamentos modernos como la fenitoína y la carbamazepina, pero se tolera peor.
En el tratamiento del status epiléptico se usa, como primera opción, benzodiacepinas de acción rápida como el diazepam o el lorazepam. Si éstos fallan, se recurre a la fenitoína, con el fenobarbital como alternativa (en EE. UU. y el Reino Unido este fármaco se usa como tercera alternativa).  Si todos los medicamentos anteriores fallan, se recurre a la anestesia y a cuidados intensivos.
Sí se usa, como primera opción, en los casos de convulsiones neonatales.  Los temores a que dichas convulsiones sean perjudiciales hacen que los médicos las traten de una manera agresiva, aunque no hay evidencias de lo primero.

## Efectos secundarios
Los principales efectos secundarios son la sedación y la osteoporosis, efectos que se pueden contrarrestar, la sedación con 1-2 horas más de sueño y la osteoporosis, ya que modifica la absorción de vitamina D. En pacientes de edad avanzada, también se ha observado excitación y confusión, mientras que los niños pueden sufrir hiperactividad paradójica (poco probable).

## Contraindicaciones
El fenobarbital está contraindicado en la porfiria aguda intermitente, hipersensibilidad a los barbitúricos, insuficiencia respiratoria grave, dependencia a los barbitúricos en etapas anteriores e hiperquinesia infantil y es muy tóxico en combinación con ácido valproico, (en cualquiera de sus sales), ya que entre otras cosas, produce aumento de crisis, en lugar de disminuirlas, y está indicado aumento de dosis de medicamento, siendo esto, (el aumento) totalmente contraproducente, aquí lo que hay que hacer es eliminar el ácido valproico del organismo y no dar fenobarbital hasta 6-8 después, ya que se elimine el ácido valproico del organismo, aumentar la hidratación para acelerar la eliminación del ácido valproico, eliminando con esto la intoxicación medicamentosa

## Sobredosis
El fenobarbital "deprime" los sistemas del cuerpo, principalmente los sistemas nerviosos central y periférico; la principal característica de una sobredosis de fenobarbital es una ralentización de las funciones corporales, incluyendo conciencia alterada (incluso coma), bradicardia, bradipnea, hipotermia e hipotensión. También puede provocar edema pulmonar y fallo renal agudo, a consecuencia del shock.
El electroencefalograma de una persona con sobredosis de fenobarbital presenta actividad eléctrica disminuida, hasta el punto de parecer muerte cerebral. Esto es debido a la profunda depresión del sistema nervioso central que provoca el medicamento, aunque dicha depresión es reversible.
El tratamiento de dicha sobredosis es de soporte, e incluye mantener abierta la vía aérea (incluyendo intubación endotraqueal y ventilación asistida), corrección de la bradicardia (incluyendo los líquidos intravenosos y los vasopresores) y la eliminación de la mayor cantidad posible de medicamento del cuerpo. Dependiendo de la dosis ingerida y del tiempo transcurrido desde la ingestión, dicha eliminación puede hacerse vía lavado gástrico o administración de carbón activado. La hemodiálisis también es efectiva, y puede reducir la vida media de eliminación hasta en un 90 %.  No hay un antídoto específico para el envenenamiento por fenobarbital.

## Farmacocinética
El fenobarbital tiene una biodisponibilidad oral de un 90 %. El pico de concentración plasmática llega a las 8-12 horas después de la administración oral. Es uno de los barbitúricos de acción más prolongada, con una vida media de eliminación de 70 a 120 horas, (3 a 5 días) y su grado de unión a las proteínas plasmáticas es bajo, de un 20 a un 45 %. Se metaboliza principalmente en el hígado, principalmente vía hidroxilación y glucuronodización, e implica a muchas isozimas del sistema citocromo P-450 oxidasa, principalmente la CYP2C9 y en menor grado CYP2C19 y CYP2E1. También implica al sistema citocromo P450 2B6. Se excreta vía renal.

## Interacciones farmacológicas
Sus interacciones comprenden la inducción de enzimas citocromos P450 hepáticos. Administrado junto con ácido valproico aumenta las concentraciones plasmáticas de fenobarbital hasta en un 40 %.

## Uso veterinario
El fenobarbital se usa para tratar la epilepsia canina, además de la felina.
También se puede usar para tratar las convulsiones en los caballos cuando el tratamiento con benzodiazepinas falla o está contraindicado.